# Мало-по-малу
«Мало-по-малу» — шестой студийный альбом российской рэп-группы Bad Balance, выпущенный 20 ноября 2003 года на лейбле 100Pro. Дистрибуцией альбома занималась фирма грамзаписи «Студия Монолит».
Этот альбом группа выпустила под новым именем «Bad B.», поскольку права на использование имени Bad Balance на тот момент принадлежали Александру Толмацкому. На этом альбоме группа Bad Balance была представлена в новом составе: Владислав «Мастер ШЕFF» Валов, Альберт «Al Solo» Краснов и Роман «Купер» Алексеев.
Альбом был записан на студии 100Pro Studio в Москве с 2002 по 2003 год. В записи альбома приняли участие российские рэперы Sir-J (D.O.B.), N’Pans, Simon (ex-Ikambi Gwa Gwa), а также панк-рок-группа «НАИВ» и советский певец Владимир Трошин. На альбоме также использован голос Сергея «Михея» Крутикова, скончавшегося в октябре 2002 года. Музыку для альбома создали DJ LA, DJ 108, Simon и Гуру.
Презентация альбома «Мало-по-малу» состоялась в московском клубе «Озон» 12 декабря 2003 года.

## Об альбоме
Песня «Питерские миги» была записана ШЕFFом и Купером в 2002 году и стала первой записанной песней для альбома «Мало-по-малу». 23 октября 2003 года на сайте группы состоялась презентация видеоклипа на песню «Отдыхаем», который позже был добавлен на альбом в качестве бонуса. В ноябре на сайт был выложен трек «Мы едем на двух тачках», не вошедший в готовящийся к выходу альбом.
27 октября 2003 года, в годовщину смерти Михея, на официальном сайте группы Bad Balance состоялась презентация новой композиции группы под названием «Тихо тают дни» из нового альбома Bad B. «Мало-по-малу». Песня была записана группой после смерти Михея и является ремиксом на сольную композицию Михея на слова ШЕFFа под названием «Куда улетаем мой ум», записанную в 1998 году под семпл из «Титаника». Эта композиция должна была войти на четвёртый альбом Bad Balance «Город джунглей», но по ряду причин так и не попала в альбом.
27 октября 2003 года в московском клубе «Беверли Хиллз» состоялся вечер памяти Михея, на котором был впервые показан видеоклип на композицию «Тихо тают дни» с использованием архивных съёмок с участием Сергея.
18 августа 2004 года на сайте группы состоялась премьера видеоклипа на песню «Мы едем».
Несмотря на мейнстримовое содержание альбома, Влад Валов позиционирует его как андеграундный.
О некоторых композициях Влад Валов рассказал в интервью для сайта «XX-Style».
О появлении Владимира Трошина в песне «Письмо президенту» Влад Валов рассказал в интервью радиостанции «Максимум»:
На одном пати я познакомился с Владимиром Трошиным. Человек, который спел «Подмосковные вечера». На эту песню давно хотел что-нибудь сделать. Ему ужасно это всё понравилось. Он сказал: «Нет вопросов, Влад. Готов спеть». И пригласил меня на свой концерт в «Россию». Там я увидел уважаемых людей, среди которых Иосиф Кобзон и Лев Лещенко. Они пели для Владимира Трошина. Потом он пришёл к нам, спел свои слова и послушал то, что мы сочинили. Сочинение было очень простое. Три человека задают разные вопросы Владимиру Трош…ой…Владимиру Путину. Куда мы плывём?

## Критика
В 2004 году главный редактор сайта Rap.ru, Андрей Никитин, назвал новый состав группы Bad Balance «неравноценным предыдущему».
В 2004 году музыкальный обозреватель журнала «Хулиган», Ботаник X, отметил профессионализм и опыт артистов, а также заметил на альбоме разнообразие как в музыке (первый трек — east coast, последний — west coast), так и в текстах («Шеф по-прежнему читает хамским голосом, хвастает, туманно намекает на противоречия с коллегами и смутно кому-то угрожает», а также затрагивает социальную тему в песне «Письмо к президенту»).
В 2007 году главный редактор сайта Rap.ru, Андрей Никитин, поместил альбом «Мало-по-малу» в список «главных альбомов русского рэпа».

## Чарты и ротации
С 2003 по 2004 год песни «Питерские миги», «Мало-по-малу» и «Стайлом погоняем» группы Bad Balance прозвучали в хип-хоп передаче «Фристайл» на «Нашем Радио».
В 2003 году песня «Тихо тают дни» группы Bad Balance попала в ротацию радио «Максимум», где она впервые прозвучала 24 октября 2003 года, продержалась тринадцать недель в «хит-параде двух столиц» с 14 ноября 2003 года по 27 февраля 2004 года и заняла 25 место в «лучшей сотне хитов радио Максимум за 2004 год».
По данным интернет-проекта Moskva.FM, песня «Тихо тают дни» находилась в ротации нескольких российских радиостанций с 2007 по 2015 год. При этом песня является вторым по популярности треком группы на радио.
В 2003 году видеоклип на песню «Тихо тают дни» был впервые показан в программе «Центр рифмы» на телеканале «MTV Россия» 15 ноября 2003 года.

## Список композиций
| №   | Название                                         | Текст песни                                       | Музыка                            | Длительность |
| --- | ------------------------------------------------ | ------------------------------------------------- | --------------------------------- | ------------ |
| 1.  | «Bad B. в вашем доме»                            | Bad B.                                            | Bad B.                            | 1:02         |
| 2.  | «Мало-по-малу»                                   | Мастер ШЕFF, Al Solo                              | LA                                | 3:30         |
| 3.  | «Стайлом погоняем»                               | Мастер ШЕFF                                       | LA, бас-гитара: Mr. Bruce         | 4:42         |
| 4.  | «Кто нас прессует?» (при участии НАИВ, Sir-J)    | Мастер ШЕFF, Al Solo, Sir-J (D.O.B.), Чача (Наив) | LA                                | 4:04         |
| 5.  | «Сука-Любовь»                                    | Мастер ШЕFF                                       | LA                                | 5:07         |
| 6.  | «История’92»                                     | Bad B.                                            | Bad B.                            | 1:27         |
| 7.  | «Мы едем»                                        | Мастер ШЕFF, Al Solo                              | DJ 108                            | 4:38         |
| 8.  | «Если ты в столицу прибыл»                       | Мастер ШЕFF                                       | LA                                | 4:09         |
| 9.  | «Изумрудная техника» (при участии Simon, N’Pans) | Купер, Simon, Мастер ШЕFF, N’Pans, Al Solo        | Simon                             | 4:30         |
| 10. | «Специальный репортаж»                           | Bad B.                                            | Bad B.                            | 0:22         |
| 11. | «Питерские Миги»                                 | Мастер ШЕFF                                       | DJ 108                            | 3:49         |
| 12. | «Три ампулы жизни»                               | Мастер ШЕFF                                       | LA, скрипка: А. Фельцман          | 4:21         |
| 13. | «Пати на корабле»                                | Bad B.                                            | Bad B.                            | 1:26         |
| 14. | «Тихо тают дни»                                  | Мастер ШЕFF                                       | Bad B., флейта: А. Дробышев (Щoк) | 4:05         |
| 15. | «Письмо президенту» (при участии В. Трошин)      | Мастер ШЕFF, Аl Solo                              | Гуру                              | 4:48         |
| 16. | «Отдыхаем»                                       | Мастер ШЕFF, Аl Solo                              | Гуру                              | 10:10        |

## Семплы
Информация о семплах была взята из сайта WhoSampled.
- «Отдыхаем»

1. George Benson — «Give Me the Night» (1980)

## Участники записи
| - Мастер ШЕFF — вокал, автор слов (2, 3, 4, 5, 7, 8, 9, 11, 12, 14, 15, 16), продюсер альбома - Al Solo — вокал, автор слов (2, 4, 7, 9, 15, 16) - Купер — вокал, автор слов (9) - Sir-J — вокал (4), автор слов (4) - НАИВ — вокал (4), автор слов (4), гитара (4) - Simon — вокал (9), автор слов (9) - N’Pans — вокал (9), автор слов (9) - Михей — вокал (6, 13, 14) | - Глеб «DJ LA» Матвеев — музыка (2, 3, 4, 5, 8, 12) - Павел «DJ 108» Пачкай — музыка (7, 11) - Ede Simon «Mr. Simon» Ochepo (ex-Ikambi Gwa Gwa) — музыка (9) - Виктор «Гуру» Гуревич — музыка (15, 16) - Эльбрус «Mr. Bruce» Черкезов — бас-гитара (3) - А. Фельцман — скрипка (11) - А. Дробышев (Щoк) — флейта (14) - А. Жаданов — сведение (2, 5, 11) - Роман Синцов — сведение (1, 6, 10, 12, 13) - Денис «Tengiz» Чернышов Тенгиз — сведение (8) - Юрий Богданов — сведение (3, 4, 7, 9, 14, 15, 16), мастеринг на студии 100Pro Studio в Москве - Андрей Скучалин (Nightmare Gr.) — дизайн |